# 苏联消费品
苏联消费品即苏联的消费品工业，直接用于消费的终端产品，如食物、住宅、衣物等。于苏联经济的另一部分，生产资料工业，即所有用于生产其他物品的必需品，相对自从斯大林时代的前期以来，后者一直受到在生产计划和积累方面得到优先支持。

## 消费品工业和苏联经济发展
在1917年的十月革命过后，原本农业占据重要部分的苏联经济开始了快速的工业化。从1928年到1991年，苏联的经济一直处于一系列五年计划的指导之下。在重工业和基础工业方面，苏联一直处于世界的前三名。但是由于历史因素，苏联直到1960年代才开始强调在消费品工业的发展，并且经常在轻工业和消费品的生产上有所落后。这项问题所引起的部分结果就是，苏联的消费品市场一直都只有部分被满足。
即使苏联的社会主义经济强调公有制多于私有制，但是家庭收入依然可以用来购买消费品或者储蓄。如果家庭的收入不能变化成商品，则对于经济有很大的衝擊。比如在消费品需求多余供给的情况下，家庭将会减少工作时间或者积累储蓄。在计划者看来，有必要平衡消费品的出产和人口的收入。
苏联的计划经济时代，计划者们一直试图平衡消费品的供求。在前期，工资的增加和重工业的优先导致了通货膨胀出现。在二战之后，计划者们增加了对工资的控制，并且加大了消费品产出。但是在苏联末期，计划者们对实际经济的货币突出导致了供给的缺稀。
在1970年代和1980年代前期的工业停滞之后，计划者们认为在即将开始的二十五年计划中，消费品工业将会在苏联的生产中扮演一个更大的角色。但是排除掉计划中对轻工业的强调，直到1989年，苏联工业的各个方面的变化只有很少显现出来。在计划的结尾时，高额的生产预期，特别是一部分重工业，已经脱离了现实。即使大多数苏联官员已经认为经济改革已经是不可避免了，但是对复杂的工业系统的改革依然不是易事。